# Bandera Flavióbriga
La Bandera Flavióbriga fue una competición anual de remo, concretamente de traineras, que se disputó entre los años 1999 y 2014 en Castro-Urdiales (Cantabria) y organizada por el club de la misma localidad.
Esta regata fue puntuable tanto para la Liga ACT como para la Liga ARC en función de en cuál de ellas militase la SDR Castro-Urdiales, ya que tanto la Liga ACT como la Liga ARC exigen a los clubes que participan en dichas competiciones la organización de al menos una regata.

## Historial
| Edición | Año  | Ganador     | Segundo    | Tercero   |
| ------- | ---- | ----------- | ---------- | --------- |
| I       | 1999 | San Juan    | Donibaneko | San Pedro |
| II      | 2000 | Astillero   | San Juan   | Castro    |
| III     | 2001 | San Juan    | Zumaya     | Urdaibai  |
| IV      | 2002 | Astillero   | Castro     | Santurce  |
| V       | 2003 | Astillero   | Orio       | Pedreña   |
| VI      | 2004 | Urdaibai    | Astillero  | Cabo Cruz |
| VII     | 2005 | Hondarribia | Astillero  | Castro    |
| VIII    | 2006 | Castro      | Pedreña    | Orio      |
| IX      | 2007 | Urdaibai    | Pedreña    | Zumaya    |
| X       | 2008 | Urdaibai    | San Pedro  | Pedreña   |
| XI      | 2009 | Pedreña     | Kaiku      | Tirán     |
| XII     | 2010 | Castro      | Urdaibai   | Orio      |
| XIII    | 2011 | Kaiku       | Urdaibai   | Tirán     |
| XIV     | 2012 | Tirán       | Urdaibai   | Kaiku     |
| XV      | 2013 | Kaiku       | Tirán      | Astillero |
| XVI     | 2014 | Zarauz      | Deusto     | Arkote    |

- La primera edición se llamó I Bandera Flavióbriga-Caspan que sirvió de homenaje a Manu Ávila Villa.

## Palmarés
| Victorias | Club        | Años             |
| --------- | ----------- | ---------------- |
| 3         | Astillero   | 2000, 2002, 2003 |
| 3         | Urdaibai    | 2004, 2007, 2008 |
| 2         | San Juan    | 1999, 2001       |
| 2         | Castro      | 2006, 2010       |
| 2         | Kaiku       | 2011, 2013       |
| 1         | Hondarribia | 2005             |
| 1         | Pedreña     | 2009             |
| 1         | Tirán       | 2012             |
| 1         | Zarautz     | 2014             |